# Кириенко, Виктор Васильевич
Виктор Васильевич Кириенко (бел. Віктар Васільевіч Кірыенка; род. 25 февраля 1946, Новониколаевка, Новосибирская область) — белорусский социолог. Доктор социологических наук (2007). Профессор и проректор Гомельского государственного технического университета.

## Биография
Начал трудовую деятельность в 1961 году рабочим совхоза. Выпускник Новосибирского профессионально-технического училища (1965), где получил специальность «киномеханик сельской киноустановки». Проходил срочную службу в составе Группы советских войск в Германии.
В 1969 году стал работником «Гомсельмаша», где прошёл пусть от слесаря-инструментальщика до заместителя секретаря партийного комитета производственного объединения. Параллельно с работой на заводе Кириенко оканчивает вечернюю школу рабочей молодёжи, а в 1978 году — отделение философии Белорусского государственного университета.
С 1982 года — сотрудник Гомельском государственном техническом университете имени П. О. Сухого. Являлся секретарем партийного комитета. Работал старшим преподавателем и доцентом. С 1993 года — проректор по учебной и воспитательной работе.
В 1990 году стал первым в Белорусской ССР кандидатом социологических наук. Создал в Гомельском государственном техническом университете социологическую лабораторию, которая провела более 50 исследований, включая 6 по государственным программам. Основным объектом изучения Кириенко с 1996 года является менталитет славян. В 2007 году он защитил докторскую диссертацию в Институте социологии Национальной академии наук Беларуси по теме «Менталитет современных белорусов (социологический анализ)».
Автор более 180 научных работ. Среди его монографии «Менталитет современных белорусов» (2006), «Белорусская ментальность: истоки, современность, перспективы» (2009) и коллективная монография «Студенческая молодежь: ментальные особенности, идентичность, образ жизни» (2015). По инициативе Кириенко с 1999 года проводится научная конференция «Менталитет славян и интеграционные процессы: история, современность, перспективы».
Признавался лучшим автором журнала «Беларуская думка» в 2003 и 2005 годах. Член правления Белорусской социологической ассоциации. Председатель гомельского областного отделения белорусского общества «Знание». В 2005 году ему была присвоена персональная надбавка Президента Республики Беларусь. Член общественного объединения «Белая Русь».

## Награды и звание
- Медаль «100 лет славянскому движению на землях Беларуси 1909—2009 гг.»[1]
- Юбилейная медаль Франтишека Палацкаго (2008)[1]
- Медаль «60 лет Победы в Великой Отечественной войне 1941—1945 гг.»[1]
- Нагрудный знак «Отличник образования»[1]
- Медаль «За трудовые заслуги» (2023)[3]